# Norma Koch
Norma Koch (ur. 27 marca 1898; zm. 29 lipca 1979) – amerykańska kostiumograf.

## Filmografia
- 1946: A Scandal in Paris
- 1950: Zabójcza mania
- 1954: Ostatnia walka Apacza
- 1955: Marty
- 1957: Sayonara
- 1962: Taras Bulba
- 1962: Co się zdarzyło Baby Jane?
- 1964: Nie płacz, Charlotto
- 1965: Start Feniksa
- 1967: Zachodni szlak
- 1972: Lady śpiewa bluesa

## Nagrody i nominacje
Została uhonorowana Oscarem, a także otrzymała dwukrotnie nominację do Oscara.